# CroisiEurope
CroisiEurope (anciennement Alsace Croisières jusqu'en 1997) est une entreprise française spécialisée dans les croisières fluviales et maritimes côtières.

## Histoire
En 1976, Gérard Schmitter fonde Alsace Croisières à Strasbourg[source insuffisante], en affrétant un bateau appartenant au Port Autonome de Strasbourg, le Strasbourg. En 1982, la société acquiert son premier bateau, l’Alsace I, destiné à la promenade fluviale, naviguant jusque Rudesheim en Allemagne.
En 1984, la société obtient ses premiers bateaux à cabines devant naviguer sur le Rhin et ses affluents, baptisés le Hansi, le Kléber et le Petite France.
C’est en 1990 que la société devient son propre armateur, le Liberté étant le premier bateau construit pour le compte de CroisiEurope.
Les premières croisières sur le Danube apparaissent en 1993. À partir de 1995, Alsace Croisières propose des croisières sur le Rhône et la Saône.
La société opère un changement de nom en 1997, passant d’« Alsace Croisières » à celui de « CroisiEurope ».
En 1998, des bateaux de la compagnie naviguent sur la Seine, au départ de Paris. La même année, CroisiEurope affrète des bateaux sur la Volga en Russie, plus tard intégrés à la marque CroisiVoyages.
Les quatre enfants du fondateur, Patrick, Philippe, Christian et Anne-Marie Schmitter, prennent la direction de la société en 1999.
En 2000, la flotte compte 14 bateaux.
CroisiEurope installe des bureaux et agences en dehors de Strasbourg : à Paris en 1991, à Lyon en 2001, à Nice en 2002, à Lausanne en 2008, etc..
En 2005, CroisiEurope lance ces premières croisières fluvio-maritimes en Europe du Nord.
L’année 2006, l’Europe et le Beethoven naviguent sur l’axe Danube-Mer Noire.
En 2007 CroisiEurope lance la marque « CroisiMer », avec une première croisière maritime en Croatie sur le Belle de l’Adriatique en 2008.
En 2009, le 26e bateau de la flotte de la famille Schmitter arrive sur les eaux du Danube, le Vivaldi.
CroisiEurope fonde une nouvelle marque en 2010, CroisiYacht. Cette nouvelle marque, avec le « MY Galateia », propose des croisières sur petites embarcations à voiles motorisées naviguant sur la Méditerranée.
En 2012 le fondateur de la compagnie, Gérard Schmitter, s’éteint à l’âge de 76 ans. Peu après, le Gérard Schmitter est inauguré, lui rendant hommage.
En 2013, CroisiEurope annonce le rachat de la Compagnie Fluviale du Mékong, à qui la compagnie affrétait auparavant des embarcations. La même année, la compagnie inaugure le 29e navire de sa flotte, le Cyrano de Bergerac, qui opère avec le Princesse d’Aquitaine sur l'estuaire de la Gironde.
Le Lafayette est inauguré en 2014. CroisiVoyages vend des croisières sur l’Irrawaddy en Birmanie et en Afrique australe (croisière safari) sur la rivière Chobé. Parallèlement, de nouvelles péniches opèrent sur les canaux de France (la Madeleine en Alsace, l’Anne-Marie en Provence et la Raymonde sur la Marne et le canal Saint-Martin).
Trois bateaux « 5 ancres » sont inaugurés cette année-là, construits à Saint-Nazaire par Neopolia, dont le premier bateau doté de roues à aubes, comme le Loire Princesse, dont la conception lui permet de naviguer sur la Loire et ses eaux basses entre Saint-Nazaire et Bouchemaine. Également construit à Saint-Nazaire, l’Elbe Princesse navigue entre Berlin et Prague,,.
Destiné au Mékong, le RV Princesse Apsara sera le premier bateau construit sur place par CroisiEurope,.
En 2016, la compagnie a célébré ses 40 ans avec des événements spéciaux, une croisière anniversaire et l’inauguration de nouveaux bateaux comme le MS Elbe Princesse et les péniches Déborah et Danièle.
En 2017, CroisiEurope a ajouté plusieurs bateaux 5 ancres à sa flotte, dont le MS Miguel Torga sur le Douro et le RV Indochine II pour le Mékong.
En 2018, la compagnie a lancé des safaris-croisières en Afrique australe et de nouveaux itinéraires maritimes avec le MS La Belle de l’Adriatique, tout en inaugurant trois nouveaux navires, dont le MS Elbe Princesse II.
En 2019, CroisiEurope a renforcé sa présence au Portugal avec le MS Amalia Rodrigues et a ajouté un second bateau maritime, La Belle des Océans, pour des itinéraires inédits.
En 2020, elle a étendu ses offres en Afrique australe avec un nouveau lodge et le Zimbabwean Dream.
La compagnie a poursuivi son expansion en 2021 avec de nouvelles croisières maritimes aux Canaries et entre l’Égypte et la Jordanie.
Après les difficultés de la pandémie, 2022 a marqué la reprise progressive de ses activités, avec une clientèle fidèle revenue en toute confiance.
En 2023, CroisiEurope a connu une forte croissance grâce à une offre diversifiée et un engagement pour des croisières respectueuses de l’environnement.

## Flotte

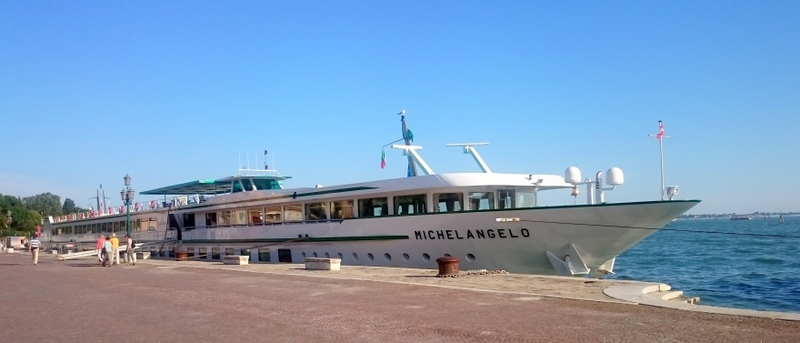
MS Michelangelo à quai à Venise

| Bateaux                  | Destination                           | Année de mise en service | Nombre d'« ancres » | Type         | Longueur (en mètres) | Nombre de cabines | Capacité (nombre de passagers) |
| ------------------------ | ------------------------------------- | ------------------------ | ------------------- | ------------ | -------------------- | ----------------- | ------------------------------ |
| Elbe Princesse           | Elbe (Berlin-Prague)                  | 2016                     | 5                   | Roue à aubes | 95                   | 40                | 80                             |
| Gérard Schmitter         | Rhin et Danube                        | 2012                     | 5                   | 3 ponts      | 110                  | 88                | 176                            |
| Lafayette                | Rhin et Danube                        | 2014                     | 5                   | 2 ponts      | 90                   | 44                | 88                             |
| Vivaldi                  | Rhin et Danube                        | 2009                     | 5                   | 3 ponts      | 110                  | 88                | 176                            |
| L'Europe                 | Rhin et Danube                        | 2007                     | 4                   | 3 ponts      | 110                  | 90                | 180                            |
| Beethoven                | Rhin et Danube                        | 2007                     | 4                   | 3 ponts      | 110                  | 90                | 180                            |
| Leonard De Vinci         | Rhin et Danube                        | 2007                     | 4                   | 2 ponts      | 110                  | 72                | 144                            |
| Modigliani               | Rhin et Danube                        | 2007                     | 4                   | 2 ponts      | 110                  | 78                | 156                            |
| Victor Hugo              | Rhin et Danube                        | 2007                     | 4                   | 2 ponts      | 82                   | 49                | 98                             |
| Mona Lisa                | Rhin et Danube                        | 2010                     | 4                   | 2 ponts      | 110                  | 49                | 98                             |
| Symphonie                | Rhin et Danube                        | 2010                     | 4                   | 2 ponts      | 110                  | 79                | 158                            |
| Monet                    | Rhin et Danube                        | 2007                     | 4                   | 2 ponts      | 110                  | 78                | 156                            |
| La Bohème                | Rhin et Danube                        | 2007                     | 4                   | 2 ponts      | 110                  | 80                | 160                            |
| Douce France             | Rhin et Danube                        | 1997                     | 4                   | 2 ponts      | 110                  | 79                | 158                            |
| Jeanine                  | Bourgogne                             | 2013                     | 5                   | Péniche      | 38.5                 | 12                | 24                             |
| Madeleine                | Alsace                                | 2014                     | 5                   | Péniche      | 38.5                 | 12                | 24                             |
| Anne-Marie               | Provence                              | 2014                     | 5                   | Péniche      | 38.5                 | 12                | 24                             |
| Raymonde                 | Champagne                             | 2014                     | 5                   | Péniche      | 38.5                 | 12                | 24                             |
| Déborah                  | Champagne/Yonne/Oise                  | 2016                     | 5                   | Péniche      | 38.5                 | 11                | 22                             |
| Danièle                  | Bourgogne                             | 2016                     | 5                   | Péniche      | 38.5                 | 11                | 22                             |
| Seine Princess           | Seine                                 | 2015                     | 5                   | 2 ponts      | 110                  | 67                | 138                            |
| Botticelli               | Seine                                 | 2010                     | 4                   | 2 ponts      | 110                  | 75                | 150                            |
| France                   | Rhin et Danube                        | 2010                     | 4                   | 2 ponts      | 110                  | 78                | 156                            |
| Renoir                   | Seine                                 | 2010                     | 4                   | 2 ponts      | 110                  | 78                | 156                            |
| Cyrano De Bergerac       | Gironde                               | 2013                     | 5                   | 3 ponts      | 110                  | 87                | 174                            |
| Loire Princesse          | Loire (Saint Nazaire-Angers)          | 2015                     | 5                   | 2 ponts      | 110                  | 48                | 96                             |
| Belle de Cadix           | Guadiana et Guadalquivir              | 2010                     | 5                   | 3 ponts      | 110                  | 88                | 178                            |
| Michelangelo             | Pô                                    | 2011                     | 4                   | 2 ponts      | 110                  | 78                | 154                            |
| Camargue                 | Rhône et Saône                        | 2015                     | 5                   | 2 ponts      | 90                   | 50                | 100                            |
| Mistral                  | Rhône et Saône                        | 2007                     | 4                   | 2 ponts      | 110                  | 79                | 160                            |
| Van Gogh                 | Rhône et Saône                        | 2007                     | 4                   | 2 ponts      | 110                  | 78                | 158                            |
| Gil Eanes                | Douro                                 | 2015                     | 5                   | 3 ponts      | 75                   | 66                | 132                            |
| Infante D. Henrique      | Douro                                 | 2014                     | 4                   | 3 ponts      | 75                   | 75                | 138                            |
| Fernao De Magalhaes      | Douro                                 | 2011                     | 4                   | 3 ponts      | 75                   | 71                | 138                            |
| Vasco Da Gama            | Douro                                 | 2014                     | 4                   | 3 ponts      | 75                   | 71                | 138                            |
| La Belle de L'Adriatique | Mer Adriatique                        | 2007                     | 5                   | 3 ponts      | 110                  | 99                | 198                            |
| Indochine                | Mékong                                | 2008                     | 4                   | 3 ponts      | 51                   | 24                | 48                             |
| Lan-Diep                 | Mékong                                | 2007                     | 4                   | 3 ponts      | 50                   | 22                | 44                             |
| Toum Tiou II             | Mékong                                | 2008                     | 4                   | 3 ponts      | 38                   | 14                | 28                             |
| Toum Tiou                | Mékong                                | 2002                     |                     |              | 38                   | 10                | 20                             |
| Indochine II             | Mékong                                | 2017                     | 5                   | 3 ponts      | 65                   | 30                | 60                             |
| La Belle des Océans      | Mer Méditerranée et Océan Altlantique | 1990                     | 5                   | 7 ponts      | 103                  | 65                | 130                            |
| Amalia Rodrigues         | Douro                                 | 2019                     | 5                   | 3 ponts      | 80                   | 66                | 132                            |
| Miguel Torga             | Douro                                 | 2017                     | 5                   | 3 ponts      | 80                   | 66                | 132                            |
| Rhône Princess           | Rhône                                 | 2001                     | 4                   | 3 ponts      | 110                  | 69                | 138                            |
| R.E. Waydelich L.J.      | Rhin et Danube                        | 2018                     | 5                   | 3 ponts      | 101.4                | 42                | 81                             |
| African Dream            | Afrique Australe                      | 2018                     | 5                   | 3 ponts      | 33                   | 8                 | 16                             |
| Zimbabwean Dream         | Afrique australe                      | 2020                     | 5                   | 3 ponts      | 33                   | 8                 | 16                             |

## Bateaux affrétés
| Bateaux            | Destination |
| ------------------ | ----------- |
| RV Ganges Voyager  | Inde        |
| RV Star of Louxor  | Égypte      |
| SB Dahabieh Abydos | Égypte      |
| RV La Jangada      | Amazonie    |

## Certifications
CroisiEurope a signé la charte métropolitaine « Tous unis pour plus de biodiversité » s'engageant ainsi à mettre en œuvre une gestion écologique de ses espaces verts à la gare fluviale de Strasbourg. Parmi les actions entreprises figurent la réduction de la pollution lumineuse, la protection de la faune et la création d'une mare, dans le but de préserver la biodiversité locale.
Cinq bateaux de la flotte de CroisiEurope, naviguant sur le Rhin et le Danube (le MS LaFayette, le MS Victor Hugo, le MS Gérard Schmitter, le MS Symphonie et le MS La Bohème), ont obtenu le label GREENAWARD. Soucieux d’étendre cette certification à l’ensemble de sa flotte, CroisiEurope intègre régulièrement de nouveaux navires dans ce programme, qui sont en attente de leur labélisation,.
Lors des « World Luxury Travel Awards 2023 », l'entreprise a été récompensée pour son safari-croisière en Afrique australe, mettant en avant son engagement en faveur de l'excellence et de l'innovation dans l'industrie du voyage lointain,.